# Nazistowski nowy ład europejski
Nazistowski ład europejski – planowany w czasie II wojny światowej układ państw. Niemcy chcieli zdobyć przestrzeń życiową dla rasy panów (jak siebie nazywali).
| - III Rzesza - Królestwo Włoch - Francja Vichy - Komisariat Rzeszy Anglia - Hiszpania - Portugalia - Generalne Gubernatorstwo - Protektorat Czech i Moraw - Słowacja - Jugosławia - Węgry - Rumunia - Bułgaria - Grecja - Ostland - Komisariat Rzeszy Ukraina - Komisariat Rzeszy Moskwa - Republika Skandynawska - Turcja |  | - III Rzesza - Królestwo Włoch - Zjednoczone Królestwo - Hiszpania - Portugalia - Generalne Gubernatorstwo - Protektorat Czech i Moraw - Słowacja - Węgry - Komisariat Rzeszy Ukraina - Komisariat Rzeszy Moskwa - państwa bałkańskie - Turcja |